# Maghar (Izrael)
Maghar (hebr. מע'אר; arab. مغارِ; ang. Maghar, lub także Mughar i al-Mughar; pol. Jaskinie) – samorząd lokalny położony w Dystrykcie Północnym, w Izraelu.

## Położenie
Miasteczko leży na stokach góry Chazon, na wysokości 231 metrów n.p.m. W rejonie tym Dolna Galilea zatacza łuk wokół jeziora Tyberiadzkiego, i rozpoczynają się góry Górnej Galilei. W jego otoczeniu jest miasteczko Dejr Channa, moszawy Tefachot i Chazon, kibuce Inbar i Kaddarim, wioska komunalna Kallanit, oraz arabska wioska Sallama. Na północny wschód od miejscowości znajduje się szkoleniowa baza wojskowa Michve Alon, natomiast na południowym zachodzie jest więzienie Tzalmon.

## Demografia
Zgodnie z danymi Izraelskiego Centrum Danych Statystycznych w 2006 roku w osadzie żyło 19 tys. mieszkańców, w tym 57,8% Druzowie, 21,2% Arabowie chrześcijanie i 20,9% Arabowie muzułmanie.
Populacja osady pod względem wieku (dane z 2006):
| Wiek (w latach) | Procent populacji w % |
| --------------- | --------------------- |
| 0–4             | 11,0%                 |
| 5–9             | 12,1%                 |
| 10–14           | 12,3%                 |
| 15–19           | 11,0%                 |
| 20–29           | 18,7%                 |
| 30–44           | 20,0%                 |
| 45–59           | 9,7%                  |
| ponad 60        | 5,3%                  |

Źródło danych: Central Bureau of Statistics.

## Historia
W okresie panowania rzymskiego w miejscu tym istniało miasto Zar, które słynęło z gajów oliwnych. W późniejszym okresie Talmud wymienia miejscowość Ma'arija.
W okresie panowania Brytyjczyków Maghar była dużą wioską. Podczas wojny domowej w Mandacie Palestyny w rejonie wioski stacjonowały siły Arabskiej Armii Wyzwoleńczej. Podczas I wojny izraelsko-arabskiej w październiku 1948 Izraelczycy przeprowadzili operację Hiram. W dniu 30 października Maghar została zajęta przez izraelskich żołnierzy. W odróżnieniu od wielu arabskich wiosek w Galilei, nie została ona wysiedlona i zachowała swój pierwotny charakter.
W 1956 Maghar otrzymała status samorządu lokalnego. Podczas II wojny libańskiej w 2006 na miejscowość spadły rakiety wystrzeliwane przez Hezbollah z terytorium Libanu. W ich wyniku zginęło 2 mieszkańców, a kilkoro zostało rannych.

## Edukacja
W miejscowości znajdują się cztery szkoły podstawowe i dwa gimnazja.

## Religia
W miejscowości znajdują się dwa kościoły chrześcijańskie, dwa meczety i jedno sanktuarium Druzów.

## Gospodarka
Ważnym elementem lokalnej gospodarki pozostaje rolnictwo, zwłaszcza produkcji oliwki z oliwek. Wielu Druzów pracuje w izraelskiej armii i policji. Część mieszkańców znajduje zatrudnienie w pobliskich strefach przemysłowych.

## Komunikacja
Przez miejscowość przechodzą drogi nr 806 i 807. Jadąc drogą nr 806 na północ dojeżdża się do skrzyżowania z drogami prowadzącymi do kibucu Inbar i moszawu Chazon, natomiast jadąc na południe dojeżdża się do skrzyżowania z drogą nr 805 i dalej do miasteczka Ajlabun. Drogą nr 807 dojeżdża się do położonej na wschodzie wioski Kallanit.